# غده درون‌ریز
غده‌های درون ریز (Endocrine gland)، هورمون‌ها را تولید می‌کنند. هورمون‌ها موادی شیمیایی هستند که در جریان خون وجود دارند و فرایندهای قسمت‌های دیگر بدن را کنترل می‌کنند. این فرایندها عبارتند از متابولیسم (واکنش‌هایی شیمیایی که به‌طور مداوم در بدن رخ می‌دهند). پاسخ به استرس، رشد و تکامل جنسی. این مجموعه شامل غده‌ها و سایر سلول‌های تولیدکننده هورمون هستند. غده‌هایی مثل هیپوفیز، فوق کلیه و تیرویید اعضایی هستند که تنها کارکرد آن‌ها تولید هورمون‌های اختصاصی است. سایر اعضا و بافت‌ها مثل تخمدان‌ها، بیضه‌ها، قلب و کلیه‌ها نیز حاوی سلول‌های تولیدکننده هورمون هستند. اما غده درون‌ریز دو دسته هستند:غده درون‌ریز اولیه، غده درون‌ریز ثانویه. غده درون‌ریز ثانویه غددی هستند که کار اصلی آن‌ها ترشح هورمون نمی‌باشد.

## هیپوفیز و هیپوتالاموس
هیپوفیز در قاعده مغز قرار دارد. این غده به عنوان «غده رئیس» شناخته می‌شود، چون هورمون‌هایی را تولید می‌کند که بافت درون ریز واقع در سایر غده‌های درون ریز و نیز رشد بدن را تحریک و کنترل می‌کند. بخش خلفی این غده همچنین هورمون‌هایی را ترشح می‌کند که حجم ادرار و انقباض رحم در طول زایمان را کنترل می‌کنند. هیپوتالاموس بخشی از مغز است که با هیپوفیز ارتباط دارد. هیپوتالاموس، هورمون‌هایی به نام عوامل آزادکننده را ترشح می‌کند که کارکرد هیپوفیز را کنتـرل می‌کنند و به عنوان رابط بین دستگاه‌های عصبی و غده درون‌ریز عمل می‌کنند. از دیگر غدد مغز می‌توان به غدهٔ صنوبری (اپی فیز) اشاره کرد که در زیر درج شده است.

## غده صنوبری
غده صنوبری در عمق مغز قرار دارد. کارکرد دقیق آن هنوز مشخص نیست. البته معلوم شده است که این غده هورمونی به نام ملاتونین را ترشح می‌کند که گمان می‌رود با چرخه روزانه خواب و بیداری مرتبط باشد.
نام دیگر این غده غدهٔ صنوبری است.
نام‌های دیگری چون چشم سوم و غده کاجی و غده اپی فیز نیز دارد.

## غده‌های تیرویید و پاراتیرویید
غده تیرویید که در گردن واقع است، هورمون‌هایی را تولید می‌کند که متابولیسم را تنظیم می‌کنند. همچنین برخی از سلول‌های تیرویید، هورمون کلسی تونین را ترشح می‌کنند که غلظت خونی کلسیم را کاهش می‌دهد. چهار غده پاراتیرویید واقع در پشت تیرویید هورمونی را تولید می‌کنند که غلظت خونی کلسیم و فسفات را تنظیم می‌کند. کلسیم برای سلامت استخوان‌ها حیاتی است و به همراه فسفات، نقش مهمی را در کارکرد عصب و عضله ایفا می‌کند.

## غدد فوق کلیه
غده‌های فوق کلیه در بالای کلیه قرار دارند. هر غده یک قشر لایه خارجی و یک مدولا (مرکز) دارد. قشر، هورمون‌های کورتیکواستروییدی یا کورتونی (که در کمک به تنظیم غلظت خونی نمک و قند نقش دارند) و مقادیر کم هورمون‌های جنسی مردانه (که ایجاد برخی از مشخصات جنسی مردانه را تحریک می‌کنند) را تولید می‌کند. مدولا، اپی نفرین (آدرنالین) و نوراپی نفرین (نورآدرنالین)، را ترشح می‌کند که در پاسخ به استرس (واکنشی که «پاسخ جنگ و گریز» نام دارد)، ضربان قلب و خونرسانی به عضلات را افزایش می‌دهند.

## ‌لوزالمعده یا پانکراس
لوزالمعده زیر معده قرار دارد. لوزالمعده آنزیم‌های گوارش کننده‌ای تولید می‌کند که به هضم غذا کمک می‌کنند. همچنین هورمون‌های انسولین و گلوکاگون را ترشح می‌کند که نقش مهمی را در تنظیم سطح گلوکز خون ایفا می‌کنند و هنگامی که قند خون بدن افزایش می‌یابد، با ترشح هورمون انسولین باعث کاهش قند خون می‌شود و هورمون گلوکاگون در مواردی که قند خون کاهش پیدا کند قند خون را افزایش می‌دهد.

## تخمدان‌ها
تخمدان‌ها در دو طرف رحم قرار گرفته‌اند. آن‌ها تخمک‌ها را آزاد می‌کنند و هورمون‌های جنسی زنانه یعنی پروژسترون و استروژن را می‌سازند که چرخه قاعدگی را تنظیم می‌کنند. استروژن همچنین باعث ایجاد برخی از مشخصات جنسی زنانه از جمله بزرگ شدن پستان‌ها می‌شود.

## بیضه‌ها
بیضه‌ها در کیسه‌ای از پوست و عضلات به نام کیسه بیضه (اسکروتوم) قرار دارند، که تولید اسپرم و ترشح هورمون جنسی مردانه(تستوسترون) را برعهده دارند. این دو غده با ترشح تستوسترون عامل ایجاد صفات ثانویه جنسی مردانه مثل بلوغ‌جنسی و ایجاد صفات مردانه مثل روییدن مو ی صورت.

## غده درون‌ریز ثانویه
شامل:قلب، ریه، کلیه‌ها، پوست، رحم (در زن باردار)، جفت (در زن باردار)، روده باریک، معده، کبد، بافت چربی و مغز استخوان می‌باشد.